# Sergei Mošnikov
Sergei Mošnikov (Pärnu, 7 januari 1988) is een Estisch voetballer die als middenvelder speelt.
Mošnikov speelde in de jeugd van sc Heerenveen en in meerdere periodes voor FC Flora Tallinn. Hij speelde ook in Polen, Kazachstan, Wit-Rusland en Finland. Mošnikov maakte op 20 juni 2010 zijn debuut in het Estisch voetbalelftal, tegen Letland.